# (4707) Crises
(4707) Crises es un asteroide perteneciente a los asteroides troyanos de Júpiter descubierto el 13 de agosto de 1988 por Carolyn Jean S. Shoemaker desde el observatorio del Monte Palomar, Estados Unidos.

## Designación y nombre
Crises fue designado al principio como 1988 PY.
Posteriormente, en 1991, se nombró por Crises, un personaje de la mitología griega.

## Características orbitales
Crises está situado a una distancia media de 5,181 ua del Sol, pudiendo alejarse hasta 5,823 ua y acercarse hasta 4,539 ua. Su inclinación orbital es 7,105 grados y la excentricidad 0,124. Emplea 4307 días en completar una órbita alrededor del Sol.

## Características físicas
La magnitud absoluta de Crises es 10,5 y el periodo de rotación de 6,87 horas.